# Chrysophyllum contumacense
Chrysophyllum contumacense là một loài thực vật có hoa trong họ Hồng xiêm. Loài này được Sagást. & M.O.Dillon mô tả khoa học đầu tiên năm 2001.